# 扁吻瘤甲鯰
扁吻瘤甲鯰，為輻鰭魚綱鯰形目甲鯰科的其中一種，為熱帶淡水魚，分布於南美洲哥倫比亞Caquetá河上游流域，體長可達9.5公分，棲息在礫石底質的溪流底層水域，生活習性不明。

## 扩展阅读
維基物種上的相關：扁吻瘤甲鯰